# Giovanni Battista Zeno
Giovanni Battista Zeno, conegut com el cardenal de Vicenza (nascut a Venècia, Itàlia, llavors a la República de Venècia l'any 1439 / 1440, i mort enverinat a Pàdua el 8 de maig de 1501) va ser un cardenal italià del segle xv. La seva mare era neboda del Papa Eugeni IV i la germana del Papa Pau II i ell era cosí del cardenal Giovanni Michiel (1468).

## Biografia
Giovanni Battista Zeno va estudiar a la universitat de Pàdua. És primicerius de la Basílica de Sant Marc de Venècia, canonge de la Basílica de Sant Pere i protonotari apostòlic. És abat comandatari de l'abadia de S. Stefano a Carrara, a la diòcesi de Pàdua, i de l'abadia de Mozza, a la diòcesi de l'Aquila.
El seu oncle, el papa Pau II el fa cardenal en el consistori del 21 de novembre de 1468. L'any 1470 és nomenat bisbe de Vicenza i rep diversos beneficis del seu oncle, el papa. L'any 1477 és nomenat legat a latere a Venècia. És legat a Perusa i Úmbria durant el pontificat del papa Sixt IV. Zeno és Camarlenc del Col·legi Cardenalici l'any 1481. Construeix i restaura diverses esglésies a Roma, Verona i Cremona.
El cardinal Zeno participa al conclave de 1471, on és elegit Sixt IV, al conclave de 1484 (elecció d'Innocenci VIII) i al conclave de 1492 (elecció d'Alexandre VI).